# Rohusi
Rohusi é uma ilha e uma vila na freguesia de Jõelähtme, no condado de Harju, no norte da Estónia, localizada na baía de Kolga. Desde 1999, quando uma empresa de propriedade de Tiit Vähi OÜ Merilaine a comprou, a ilha tem sido uma propriedade privada.